# Amadeu Vives i Roig

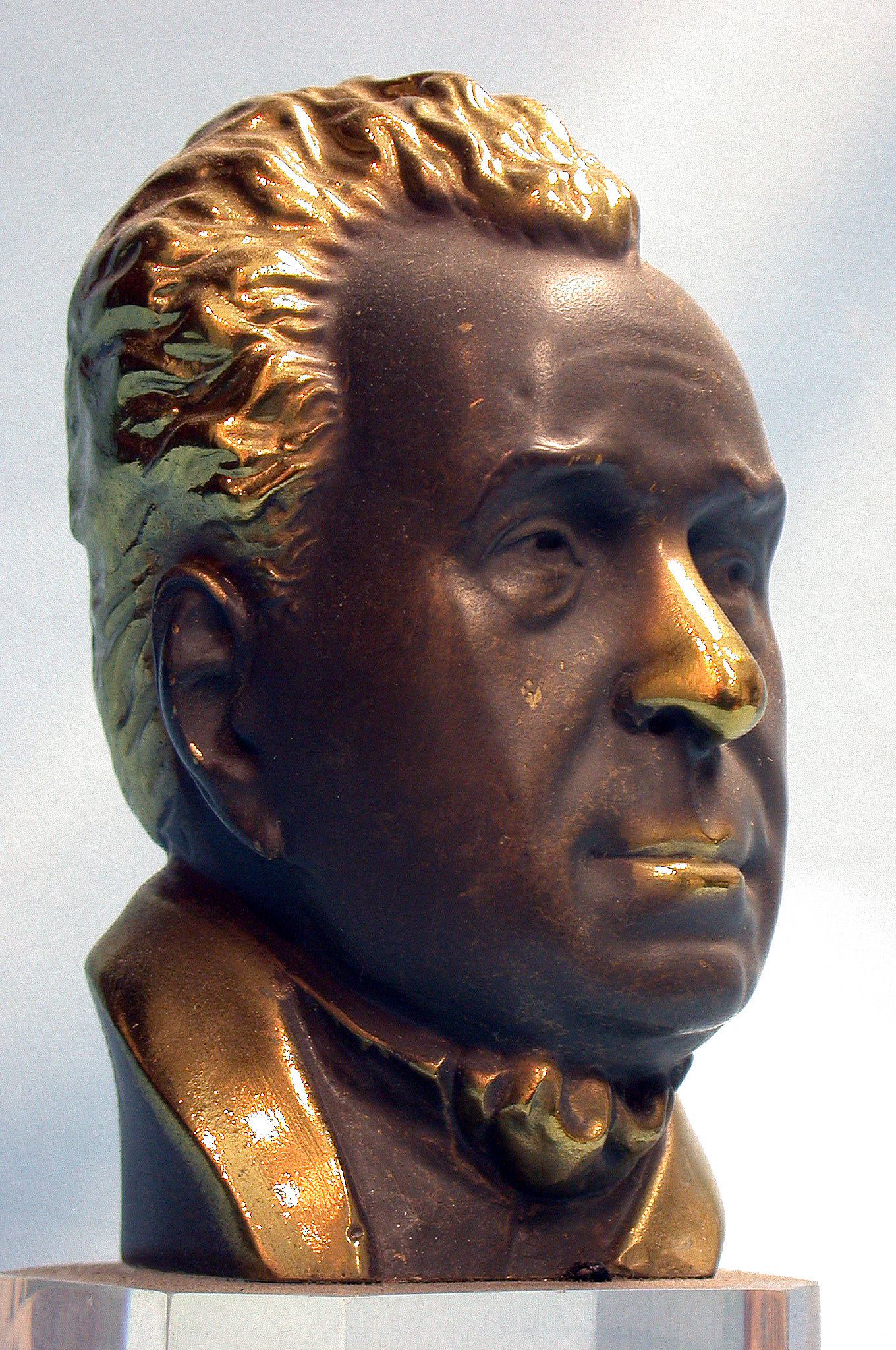
Amadeu Vives i Roig

Amadeu Vives i Roig (Collbató, Catalonië, 18 november 1871 – Madrid, 1 december 1932) was een Spaans componist, muziekpedagoog en dirigent.

## Levensloop
Al vroeg werd zijn muzikaal talent ontdekt als hij gedurende 4 jaren op het internaat Sant Joan de Déus, in Barcelona was en hij bijzonder muzikaal en religieus gevormd werd. In 1887 werd hij koorleider in de parochiekerk Jesús de Gracia in Barcelona en was leraar in verschillende kloosters. Ook was hij dirigent van het koor en orkest van het prestigieuze klooster Nuestra Señora de Loreto. Hij dirigeerde een banda in Málaga.
Hij was een vroege leerling van Felipe Pedrell, studeerde verder piano, harmonie, compositie, contrapunt, en orkestdirectie onder andere bij de componist José Rivera y Miró in Barcelona en was samen met Luis Millet betrokken bij de oprichting van het invloedrijke Orféo Catalá in 1891, dat een sleutelrol vervulde in de muzikale opleving van Catalonië.
Uiteindelijk vestigde hij zich definitief in Madrid.
Aan het Real Conservatorio Superior de Música de Madrid was hij afdelingshoofd voor compositie en professor voor harmonie.

## Werken
Hij begon zijn muzikale loopbaan met het componeren van orkestwerken en koorliederen, maar zijn muzikale voorkeur ging al snel uit naar het componeren van zarzuela's.
Zijn eerste zarzuela was La primera del barrio, een eenakter, (Teatro de la Zarzuela in Madrid, 1898), zijn eerste succes behaalde hij met Bohemios, 1 akte, in 1904, gebaseerd op dezelfde literaire bron als Puccini's meesterwerk La Boheme.
Zijn bekendste werk is de zarzuela Doña Francisquita, 3 aktes (1923).
Zijn totale oeuvre van theaterwerken ligt ruim boven de honderd en bestaat uit zowel ambitieuze opera's met 4 akten, als zarzuela's met een of meer akten.
Zijn tijdgenoot Isaac Albéniz zei eens over hem: "Jammer dat hij de ambitie niet heeft, met zijn gave voor muziek zou hij de wereld kunnen veroveren."

## Composities (selectie)

### Muziektheater

#### Opera's
| Voltooid in | titel                                | aktes   | première                                   | libretto                                                                |
| ----------- | ------------------------------------ | ------- | ------------------------------------------ | ----------------------------------------------------------------------- |
| 1897        | Artús                                | 4 aktes | 19 mei 1897, Barcelona, Teatro Novedades   | Sebastià Trullol i Plana, gebaseerd op een verhaal van Sir Walter Scott |
| 1914        | Maruxa (omgewerkt in een opera 1915) | 2 aktes | 28 mei 1914, Madrid, Teatro de la Zarzuela | Luis Pascual Frutos                                                     |
| 1919        | Balada de Carnaval                   | 1 akte  | 1919, Madrid                               | Luis Fernández Ardavín en Joaquín Montero                               |
| 1932        | Talismán                             |         | 2 december 1932, Madrid                    |                                                                         |

#### Zarzuela's
| Voltooid in | titel                                                           | aktes               | première                                        | libretto                                                                                           |
| ----------- | --------------------------------------------------------------- | ------------------- | ----------------------------------------------- | -------------------------------------------------------------------------------------------------- |
| 1898        | La primera del barrio                                           | 1 akte              | 10 juni 1898, Madrid, Teatro de la Zarzuela     | Salvador María Granés, Antonio García Rufino                                                       |
| 1899        | Don Lucas del Cigarral                                          | 3 aktes             | 18 februari 1899, Madrid, Circo Parish          | Tomás Luceño en Carlos Fernández Shaw                                                              |
| 1899        | Entre bobos anda el juego                                       |                     |                                                 | Carlos Fernández Shaw en Tomás Luceño                                                              |
| 1900        | La Balada de la Luz                                             |                     | 12 juni 1900, Madrid, Teatro de la Zarzuela     | Eugenio Sellés                                                                                     |
| 1900        | El escalo                                                       | 1 akte              | 1900, Madrid, Teatro Eslava                     | Carlos Arniches en Celso Lucio                                                                     |
| 1901        | Doloretes; (samen met: Manuel Quislant)                         | 1 akte              | 28 juni 1901, Madrid, Teatro Apolo              | Carlos Arniches                                                                                    |
| 1902        | La caprichosa                                                   | 1 akte              | 1902, Madrid, Teatro de la Zarzuela             | Luis Pascual Frutos en Antonio López Monís                                                         |
| 1904        | Bohemios                                                        | 1 akte              | 24 maart 1904, Madrid, Teatro de la Zarzuela    | Guillermo Perrín en Miguel de Palacios Brugada                                                     |
| 1904        | El húsar de la guardia; (samen met: Jerónimo Giménez y Bellido) | 1 akte              | 1 oktober 1904, Madrid, Teatro de la Zarzuela   | Guillermo Perrín en Miguel de Palacios Brugada                                                     |
| 1905        | La gatita blanca; (samen met: Jerónimo Giménez y Bellido)       | 1 akte              | 23 december 1905, Madrid, Teatro Cómico         | José Jackson Veyán en Jacinto Capella                                                              |
| 1905        | El arte de ser bonita; (samen met: Jesús Guridi Bidaola)        | 1 akte              | 1905, Madrid, Teatro Cómico                     | Anonio Paso en Diego Jiménez-Prieto                                                                |
| 1905        | Las granadinas; (samen met: Jerónimo Giménez y Bellido)         | 1 akte              | 29 september 1905, Madrid, Teatro Cómico        | Guillermo Perrín en Miguel de Palacios Brugada                                                     |
| 1905        | ¡Libertad!, (samen met: Jerónimo Giménez y Bellido)             | 1 akte              |                                                 | Guillermo Perrín en Miguel de Palacios Brugada                                                     |
| 1905        | La libertad; (samen met: Jerónimo Giménez y Bellido)            | 3 aktes             | 25 mei 1905, Barcelona, Teatro Tívoli           | Guillermo Perrín en Miguel de Palacios Brugada                                                     |
| 1906        | El guante amarillo; (samen met: Jesús Guridi Bidaola)           | 1 akte              | 8 oktober 1906, Madrid, Teatro Cómico           | José Jackson Veyán en Jacinto Capella                                                              |
| 1906        | La Machaquito; (samen met: Jerónimo Giménez y Bellido)          | 1 akte              | 1906, Madrid, Teatro Eslava                     | Luis de Larra en Jacinto Capella                                                                   |
| 1906        | Sangre torera                                                   | 1 akte              | 1906, Madrid, Teatro Eslava                     | Luis Pascual Frutos en Antonio López Monis                                                         |
| 1909        | La muela del rey Farfán                                         | 1 akte              | 28 december 1909, Madrid, Teatro Apolo          | Serafín Álvarez Quintero en Joaquín Álvarez Quintero                                               |
| 1911        | Los viajes de Gulliver                                          |                     | 21 februari 1911, Madrid, Teatro Cómico         | naar Jonathan Swift                                                                                |
| 1911        | Agua de noria                                                   |                     |                                                 | Miguel Echegaray                                                                                   |
| 1919        | Balada de Carnaval                                              | 1 akte              | 5 juli 1919, Madrid, Gran Teatro                | Luis Fernández Ardavín en Joaquín Montero                                                          |
| 1923        | Doña Francisquita                                               | 3 aktes en 4 scènes | 17 oktober 1923, Madrid, Teatro Apolo de Madrid | Federico Romero en Guillermo Fernández Shaw naar Lope de Vega's blijspel La discreta enamorada     |
| 1927        | La villana                                                      | 3 aktes en 6 scènes | 1 oktober 1927, Madrid, Teatro de la Zarzuela   | Federico Romero en Guillermo Fernández Shaw naar Lope de Vega's Peribáñez y el Comendador de Ocaña |
| 1927        | Anita la risueña                                                | 2 aktes             | 23 december 1911, Madrid, Teatro Apolo          | Serafín Álvarez Quintero en Joaquín Álvarez Quintero                                               |
| 1928        | Los Flamencos; (samen met: Vicente Lleó Balbastre)              | 2 aktes             | 15 november 1928, Madrid, Teatro Apolo          | Federico Romero en Guillermo Fernández Shaw                                                        |
| 1929        | Noche de verbena                                                |                     | 21 december 1929, Madrid, Teatro Eslava         | Luis de Vargas                                                                                     |
| 1929        | El rosario                                                      | 3 aktes             |                                                 | Carlos de Batlle en Luis Linares Becerra                                                           |
| 1929        | Las Verónicas                                                   | 3 aktes             | 1929, Madrid, Teatro Reina Victoria             | Pedro Muñoz Seca en Pedro Pérez Fernández                                                          |

#### Operettes
| Voltooid in | titel                                                    | aktes    | première                                    | libretto                                                    |
| ----------- | -------------------------------------------------------- | -------- | ------------------------------------------- | ----------------------------------------------------------- |
| 1905        | La favorita del Rey                                      | 1 akte   |                                             | Guillermo Perrín en Miguel de Palacios Brugada              |
| 1905        | El principe ruso                                         | 4 scènes |                                             | Luciano Boada en Manuel de Castro y Tiedra, Baron de Sttoff |
| 1906        | El golpe de estado; (samen met: Jesús Guridi Bidaola)    | 1 akte   |                                             | Atanasio Melantuche en Santiago Oria                        |
| 1906        | El diablo verde; (samen met: Jerónimo Giménez y Bellido) | 1 akte   |                                             | Guillermo Perrín en Miguel de Palacios Brugada              |
| 1910        | La reina Mimi                                            | 3 aktes  |                                             | Guillermo Perrín en Miguel de Palacios Brugada              |
| 1912        | La Generala; (samen met: Vicente Lleó)                   | 2 aktes  | 14 juni 1912, Madrid, Gran Teatro de Madrid | Guillermo Perrín en Miguel de Palacios Brugada              |
| 1913        | La veda del amor; (samen met: Vicente Lleó Balbastre)    | 1 akte   |                                             | Guillermo Perrín en Miguel de Palacios Brugada              |
| 1914        | Miss Australia                                           | 1 akte   |                                             | Guillermo Perrín en Miguel de Palacios Brugada              |
| 1917        | Argumento y cantables de El Tesoro                       | 3 aktes  |                                             | Manuel Fernández Lapuente                                   |

### Werken voor banda (harmonieorkest)
- 1914 Maruxa Preludio
- 1923 Preludio de "Doña Francisquita"
- 1923 Fandango de "Doña Francisquita"
- Selección uit "Bohemios"

### Vocale muziek
- 1915-1916 Canciones epigramáticas, voor sopraan en piano
  1. El retrato de Isabela
  2. El amor y los ojos
- La presumida, voor sopraan en piano
- O Salutaris, voor sopraan, gemengd koor en orgel
- Pues estáis ante el trono del Señor, voor drie stemmen en orgel

### Koorliederen
- 1892 Santus, voor koor en orkest
- 1892 La complanta d'en Guillem, voor koor en orkest
- 1893 Cançó de les palles, voor koor
- 1894 L'emigrant
- 1926 La Balanguera, voor koor
- 1926 Tres idil·lis, voor koor
- 1928 Follies i Paisatges, suite voor koor
- Doloretes
- El parador de las golondrinas
- El tirador de palomas
- La buenaventura
- La vendimia
- Lola Montes
- Polvorilla
- Su alteza imperial
- Viaje de Instrucción

## Publicaties
- Amadeo Vives: L'entusiasme es la sal de l'anima: conferencia llegida a la ciutat de Mataró el día 13 de novembre de 1926 en el local de la Societat Artística Literària. Barcelona. Llibreria Verdaguer, 1927. 78 p.